# Nikolai Sergejewitsch Peschechonow
Nikolai Sergejewitsch Peschechonow (* 9. März 1946; russisch Николай Сергеевич Пешехонов, englische Transkription Nikolay Peshekhonov) ist ein russischer Badmintonspieler.

## Karriere
Nikolai Peschechonow ist einer der Pioniere des russischen Badmintonsports in der damaligen Sowjetunion. Bei den ersten beiden Meisterschaften der UdSSR 1963 und 1964 siegte er jeweils im Herrendoppel. Erst 1970 folgte der nächste Titelgewinn, dem er bis 1982 13 weitere hinzufügen konnte.